# Akszagył (stacja kolejowa)
Akszagył (kaz. Ақшағыл, ros. Акшагыл) – stacja kolejowa w miejscowości Akszagył, w rejonie Szet, w obwodzie karagandyjskim, w Kazachstanie. Położona jest na linii Astana – Szu, na trasie Nowego Jedwabnego Szlaku.